# Earthquake Glue
| Recensione     | Giudizio |
| -------------- | -------- |
| Piero Scaruffi | [ 1 ]    |

Earthquake Glue è il 15° album in studio del gruppo musicale statunitense Guided by Voices, pubblicato nel 2003.

## Tracce
Tutte le tracce sono state scritte da Robert Pollard.

1. My Kind of Soldier – 2:36
2. My Son, My Secretary, My Country – 1:57
3. I'll Replace You with Machines – 2:49
4. She Goes Off at Night – 2:03
5. Beat Your Wings – 4:47
6. Useless Inventions – 2:53
7. Dirty Water – 3:27
8. The Best of Jill Hives – 2:42
9. Dead Cloud – 3:12
10. Mix Up the Satellite – 3:23
11. The Main Street Wizards – 3:22
12. A Trophy Mule in Particular – 2:19
13. Apology in Advance – 2:32
14. Secret Star – 4:42
15. Of Mites and Men – 2:33